# Kokrek
Kokrek (en rus: Кокрек) és un poble de la república del Daguestan, a Rússia. Segons el cens del 2010 tenia 4.807 habitants.